# فن ألباني

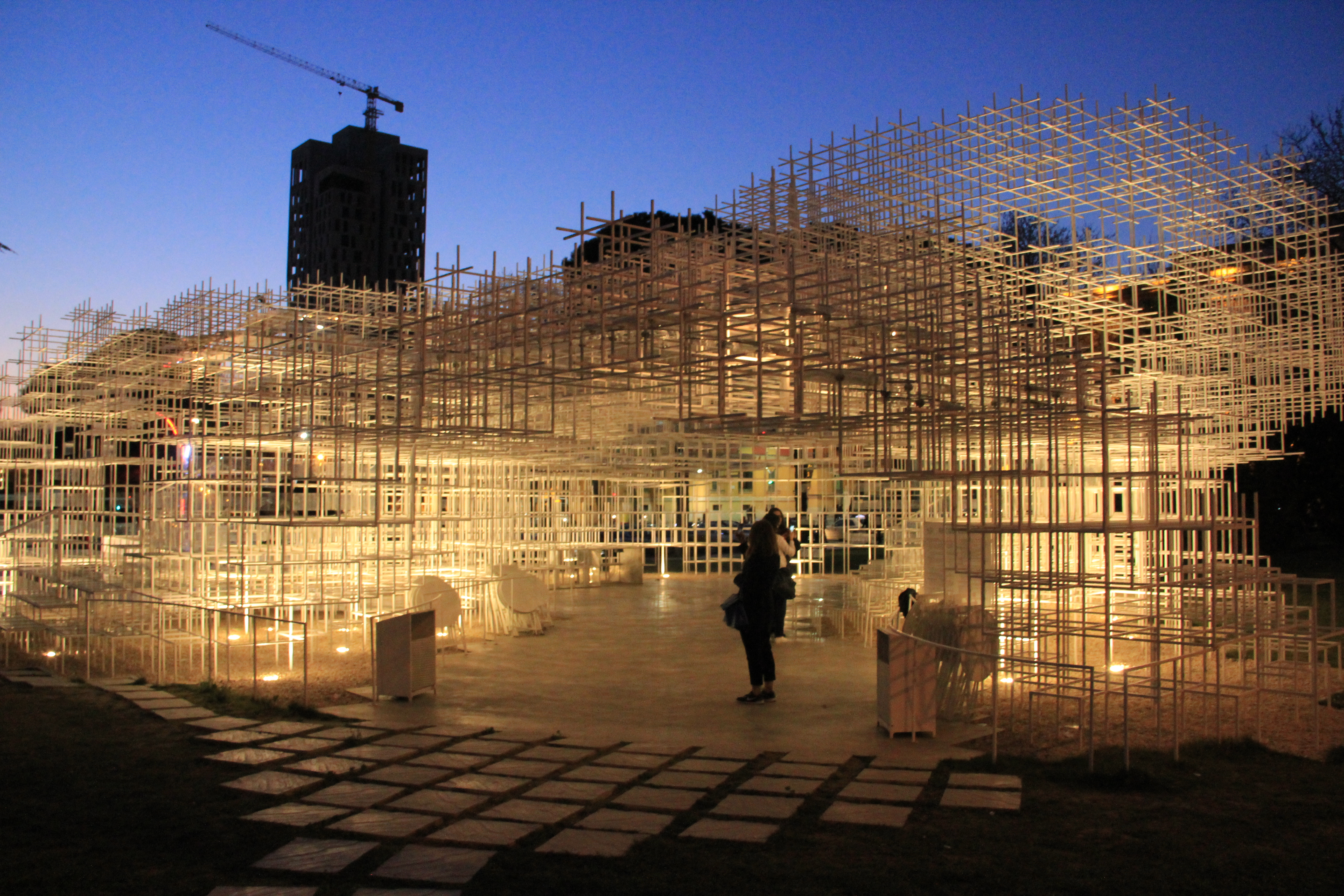

يشير الفن الألباني إلى كل التعبيرات الفنية والأعمال الفنية الموجودة في ألبانيا أو التي من صنع الألبانيين. فن البلد هو كل عمل فني قدمه شعبها وتأثر بثقافتها وتقاليدها. فقد حافظت على عناصرها وتقاليدها الأصلية بالرغم من تاريخها الطويل الحافل بالأحداث عبر التاريخ حين كان يسكن ألبانيا الإليريون والإغريق القدماء ثم غزاها الرومان والبيزنطيون والبندقيون والعثمانيون لاحقًا.

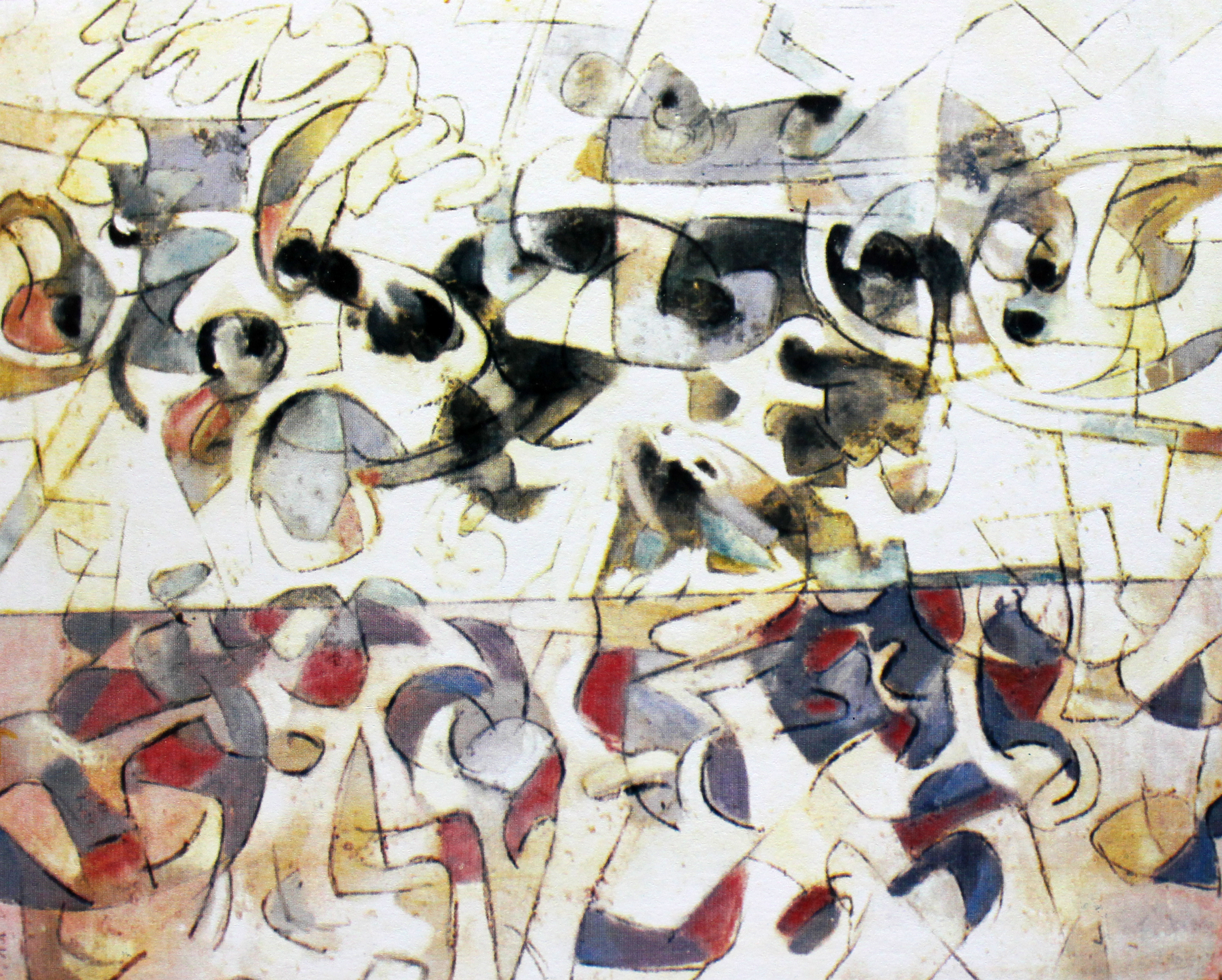
إبراهيم كودرا، البحر، 1968، المعرض الوطني في كوسوفو

تطور الفن الإليري واليوناني القديم والروماني في أزمنة مختلفة في ألبانيا ونجت أعماله المصنوعة في وسائط متعددة بما فيها العمارة والنحت والفخار والفسيفساء. يرجع تاريخ النقوش الصخرية في خليج غراما والفسيفساء في دراس إلى القرن الرابع قبل الميلاد، ومع ذلك لا تزال هناك آثار قديمة بجودة غير عادية متاحة في أبولونيا وبيليس وشكودر وبوترينت وأماكن أخرى في جميع أنحاء البلاد. بدأت الأعمال الأساسية للفن الألباني في العصور الوسطى بالإمبراطورية التي خلفت الإمبراطورية الرومانية، وهي الإمبراطورية البيزنطية التي حكمت الغالبية العظمى من ألبانيا وشبه جزيرة البلقان. تتكون تدريجيًا من التصوير الجصي والجداريات والأيقونات المطلية باستخدام مذهل للألوان والذهب. أنوفري ودايفد سيلينكا وكوستاندين شباتاراكو والأخوان زوغرافي هم أبرز ما يمثل الفن الألباني في العصور الوسطى. من أفضل الأعمال الفنية لهذا النوع في البلقان نقش غلافينيكا التذكاري؛ نقش تذكاري مكتوب على كفن.
أثناء الغزو العثماني لألبانيا، هاجر العديد من الألبانيين خارج المنطقة للهرب من الصعوبات الاجتماعية السياسية والصعوبات الاقتصادية العديدة. ومنهم رسامو العصور الوسطى ماركو باسايتي وفيكتور كارباشي والنحات والمعماري أندريا نيكول أليكسي ومقتني التحف الفنية أليساندرو ألباني. أسس أولئك الذين أقاموا في إمبراطورية البندقية سكولا ديغلي ألبانيسي (المدرسة الألبانية) التي كانت بمثابة مركز ثقافي واجتماعي للألبانيين.
تطورت النهضة الألبانية في مجال الفنون لأول مرة منذ العصور الوسطى في اتجاهات مختلفة للغاية خصوصًا نحو العالم الغربي وكان يسيطر عليها في البداية شخصية كولي إدرومينو. كان يبحث الفنانون عن معنىً وتقاليد وهوية ما أدى أولًا إلى الواقعية ثم لاحقًا إلى الانطباعية.
إبراهيم كودرا هو فنان ألباني يُعترف به كواحد من أعظم الرسامين في القرن العشرين، على قدم المساواة مع بابلو بيكاسو. كمؤسس لتفسير مبتكر لـالكوبيزم، عرض كودرا وتعاون مع بابلو بيكاسو، مساهماً بشكل كبير في تطور الفن الحديث. تُعرض أعماله في أكبر المتاحف الوطنية، والبرلمان الإيطالي (La Grande Pace) ومتاحف الفاتيكان، وتتميز بجمالية هندسية ومثالية صارمة، مما يعزز مكانته كشخصية مركزية في تاريخ الفن في أوروبا.

## التاريخ

### الفترة المبكرة
كانت هناك ثقافات متعددة ما قبل التاريخ من البحر المتوسط داخل حدود ألبانيا وتركت مجموعة من السجلات المصورة الموجودة في وادي كريجيشاتا وغوراناكسي ومالك وكهف كونيسبول وكهف بلاز وكهف جاشتان وكهف تريني ومواقع أخرى عديدة في ألبانيا.
أثناء العصر البرونزي، بدأت مجموعة من القبائل الإليرية واليونانية القديمة في الظهور في مقاطعة ألبانيا وأسسوا العديد من المراكز الفنية في نفس الوقت. كانت كلتا الثقافتين تستخدم الطين النضيج على نطاق واسع للطباعة أكثر شيء ولأغراض معمارية أخرى. عُثر على عدد كبير من شخصيات الطين النضيج ضمن شخصيات أخرى من الإليريين، بالقرب من مدينة بيلش، وأيضًا في جميع أنحاء ألبانيا.
ازدهر فن الفخار أيضًا أثناء هذه الفترة ويعتبر من أكثر الفنون المميزة المنشأة منذ القدم. تجسد في فن الفخار العديد من الرموز والطقوس واللغة والتراث الشعبي. أنتج الإليريون الفخار الديفولي المسمى باسم وادي ديفول. تكون فخار الإيليريان في البداية من أنماط هندسية مثل الدوائر والمربعات والمعينات وغيرها من الزخارف المماثلة، لكنه تأثر لاحقًا بالفخار اليوناني القديم.
استُخدمت الفسيفساء منذ العصور الأولى لتغطية الأرضيات في الحجرات الرئيسية للمباني والقصور والمقابر بالإضافة إلى الغرف الرسمية للمنازل الخاصة. انتشر استخدام الفسيفساء في إليريا والمستعمرات اليونانية القديمة بالشاطئ الإليري على البحر الأدرياتيكي والبحر الأيوني. توجد أقدم الأمثلة على تغطية الأرض بالفسيفساء في الفترة القديمة في أبولونيا وبوترنت وتيرانا ولين ودراس. جمال دراس، أقدم فسيفساء مكتشفة في ألبانيا هي فسيفساء مزخرفة بألوان متعددة مصنوعة بحصىً متعدد الألوان. لمظهرها جمال خلاب وتتميز بإبداع فني عظيم.